# Експертиза
Експертизата (на френски: expertise от на латински: expertus – опитен) е оценка на специалист. Обикновено дадено лице или орган поръчва на един или няколко специалиста да направят изследване по важен въпрос, което също бива наричано експертиза.
При назначаването се определят задачите, например идентификация на обект, установяване на родовата му принадлежност или на различни обстоятелства. Избраният експерт трябва да е независим и да представи резултатите в дадения му срок. В България експертизи се изготвят от експерти в дадена област или от оценителски асоциации, като Асоциация на вещите лица и експертите, Сдружение за експертизи, финансово-икономически и технически анализи (СЕФИТА) и Асоциация на българските оценители.
Натоварването на понятието експертиза със значението, което думата expertise има в английския – специални познания, умения, опит в определена област, и широката му употреба именно с това значение не само в разговорния език, но и при официално общуване, и в писмената реч, са неправилни.

## Стадии
- Предварителен и подготвителен – експертът преценява своята компетентност, наличието на научни знания и техника и кои да бъдат използвани (по възможност паралелни), изходната информация, състоянието на обекта, сравнителен материал (достатъчност, набавяне, ясен произход, съответствие по време; бива експериментален, свободен и условно свободен), осигурява необходимите материали, съставя версии, план за експерименти.
- Анализиращ и сравнителен – експертът се запознава с възможно най-широк кръг от данни, както материално съществуващи, така и документално отразени, оценява ги според своите познания; открива признаците на обектите, образуването и характера им; прави съпоставка с взети образци, по отделни величини и взаимовръзки, с научната литература и статистиката.
- Синтезиращ – отчитат се резултатите и надеждността на методите; обобщава се; съставя се заключение, което обикновено се представя в писмен вид, като може да включва илюстративна част, протоколи и приложения; може да се задават устни въпроси към експерта.

Експертизата трябва да се провежда така, че да се запази нейния обект за евентуални последващи действия, от въздействието на околната среда и на злонамерени хора.

## Общи видове експертизи
При несъгласие или съмнение във верността на заключението е възможно назначаването на повторна експертиза, за която обикновено се привличат други или повече експерти. Такава колективна експертиза може да се назначи и при значителна сложност или обемност на задачата.
Допълнителна експертиза се извършва при необходимост от уточняване на първоначалната експертиза или на нововъзникнали въпроси.
Комплексната експертиза има интердисциплинарен характер, по което се различава от еднородната. Обикновено не е еднолична.

## Медицински експертизи
Тези експертизи се извършват от лекари и зъболекари и отразяват здравословното състояние (физическо, психическо или социално) на даден човек или група от хора.
При експертизата на работоспособността се изследва в каква степен лицето е трудоспособно и налице ли са здравословни смущения у него, които да го правят негодно за работа. Такава експертиза може да бъде направена от личния лекар, ЛКК, ТЕЛК и НЕЛК, като последните се произнасят по въпроси, свързани с отпускането на инвалидна пенсия и помощи.
Вторият тип медицински експертизи преценява извършено увреждане, т.е. промяната в здравословното състояние под чуждо въздействие. Извършвана от патоанатоми експертиза може да установи причините за смъртта.

## Съдебни и криминалистични експертизи
Извършват се от вещи лица (преди 2006 г. наричани и експерти), които носят наказателна отговорност. Назначават се от разследващия или съдебния орган, когато за изясняване на някои обстоятелства по делото са необходими специални знания из областта на науката, изкуството или техниката, който може да използва примерния списък на Министерството на правосъдието. В системата на Министерството на вътрешните работи функционира Научноизследователски институт по криминалистика и криминология с криминалисти към всяко РПУ, областни и специализирани криминалистични лаборатории, които могат да извършват и ДНК експертиза.
Изучаваните от науката Криминалистика експертизи имат значение както за досъдебната (предварително производство до 2006 г.) и съдебната фаза на наказателния процес, така и за установяване на подправки в гражданския. По нейната методика се извършват:
- експертизи на документи, официални удостоверителни знаци и др.:
  - на почерк (графическа);
  - на печатен текст;
  - на писмената реч;
  - на подпис (за принадлежност);
  - за установяване на материална подправка на подпис;
  - за кражба на подпис (злоупотреба с бланкет);
  - на цифрово писмо;
  - на отпечатъци от щемпели и печати;
  - за установяване и разчитане на заличен текст;
  - за установяване на добавки;
  - за установяване на преправки
  - за разчитане на текст (задраскан, залят, зацапан, написан със симпатично мастило, върху изгорели документи и др.);
  - за установяване материалите на документа или на неговото временаписване.
- трасологични експертизи:
  - дактилоскопна;
  - на следи от зъби;
  - на следи от крака;
  - за следи от оръдия за взлом;
  - от ходовата част на транспортни средства;
  - съдебно-балистична
- фоноскопна, фотографска
- идентификационни експертизи

Широко се прилагат експертизи от други области на познанието:
- счетоводна експертиза (ССЕ) и финансово-икономическа;
- Съдебни инженерно-технически експертизи;
- съдебнопсихиатрична експертиза;
- съдебномедицинска експертиза;
- автотехническа експертиза;
- биологически, почвоведски, селскостопански, екологични, хранително-вкусови, изкуствоведски

Недопустими са съдебни експертизи по тълкуването и прилагането на закона, например психиатър да се произнесе дали обвиняемият е вменяем по НК.
Дейността по извършването на експертизи е в значителна степен нормативно уредена (НПК, ГПК, ЗСВ и някои наредби).
Съд цени експертизата както в относимостта ѝ към поставените задачи, така нейната логичност и непротиворечивост и дали да я кредитира (чл. 154 НПК). Може преди това да отведе вещото лице.
Търсените вещи лица получават приемливи възнаграждения, чието изплащане обаче често се забавя (към 2006 г.).

## История
Като най-стара съдебномедицинска експертиза се сочи тази на трупа на Юлий Цезар. През 44 г. пр.н.е. било установено, че са нанесени 23 наранявания, но само това в гърдите е довело до смъртта на императора. Споменават се и приноси на Хипократ към съдебни процеси.
В края на 16 век в Русия съдебнопсихиатричната експертиза е извършвана от монаси.
През 19 век французинът Алфонс Бертийон развива документалните експертизи, а руснакът Е. Ф. Буринский разработва цветоотделителния фотографски метод.
Менделеев и Пирогов редовно били призовавани като вещи лица.
С развитието на естествените и техническите науки и с отмирането на каноническия процес се повишават възможностите на различните експертизи.
През 2006 г. на Великотърновския окръжен съд се налага да назначи втора петорна автотехническа експертиза, която да установи причините за катастрофата при река Лим (при която 12 деца загиват през 2004 г.), поради противоречивостта и порочността на първите две. Впоследствие и при въззива обвиняемият иска извършването на четвърта, но това е отказано, тъй като би причинило като ненужно отлагане  Архив на оригинала от 2007-09-27 в Wayback Machine.. Решението на съда е определено като правилно от ВКС  Архив на оригинала от 2007-06-22 в Wayback Machine..